# Emmiltis parvularia
Emmiltis parvularia là một loài bướm đêm trong họ Geometridae.